# Rhynchobatus springeri
Rhynchobatus springeri is een vissensoort uit de familie Rhinidae. De wetenschappelijke naam van de soort is voor het eerst geldig gepubliceerd in 2010 door Compagno & Last.